# San Juan Chich'Nihtic
San Juan Chich'Nihtic är en ort i Mexiko.   Den ligger i kommunen Chilón och delstaten Chiapas, i den sydöstra delen av landet, 800 km öster om huvudstaden Mexico City. San Juan Chich'Nihtic ligger 394 meter över havet och antalet invånare är 167.
Terrängen runt San Juan Chich'Nihtic är lite bergig. Runt San Juan Chich'Nihtic är det ganska tätbefolkat, med 54 invånare per kvadratkilometer. Närmaste större samhälle är Chabán, 1,4 km nordväst om San Juan Chich'Nihtic. I omgivningarna runt San Juan Chich'Nihtic växer i huvudsak städsegrön lövskog.